# (9029) 1989 GM
1989 جي أم (ويعرف أيضًا باسم (9029) 1989 جي أم وفق تسمية الكوكب الصغير) (بالإنجليزية: 1989 GM)‏ هو كويكب ضمن حزام الكويكبات؛ وترتيبه 9029 من حيث الاكتشاف.
اكتُشف هذا الجُرم الفلكي بواسطة اليانور إف. هيلين في 6 أبريل 1989.

## وصلات خارجية
- (9029) 1989 GM في قاعدة بيانات مختبر الدفع النفاث لأجرام النظام الشمسي الصغيرة

- الاكتشاف · مخطط المدار ·  العناصر المدارية · المعلمات المادية

- (9029) 1989 GM على موقع ويكي سكاي: DSS2, SDSS, GALEX, IRAS, Hydrogen α, X-Ray, Astrophoto, Sky Map, Articles and images